# Arthur Stanley Brown
Arthur Stanley Brown (20 de maio de 1912 - 6 de julho de 2002) foi acusado em 1998 da violação e homicídio a 26 de agosto de 1970 de Judith e Susan Mackay em Townsville, Queensland, O júri não chegou a um veredicto e não se fez um novo julgamento porque determinou-se que Brown estava demasiado senil para ser julgado novamente. A prisão de Brown atraiu muita publicidade devido a uma testemunha do rapto de duas crianças do estádio Adelaide em 1973 que identificou Brown como sendo o homem que viu. Brown é também considerado o principal suspeito do desaparecimento das crianças Beaumont e dos desaparecimentos do Estádio Adelaide.

## Vida
Arthur Brown nasceu em Merinda, Queensland, a 20 de Maio de 1912 e mudou-se para Townsville com os seus pais quando tinha 4 anos. Depois da separação dos seus pais mudou-se para Melbourne, Victoria com a sua mãe onde ficou até tirar a carta de condução e mudou-se novamente para Townsville e arranjou trabalho como embalador de carne. Foi dispensado do serviço militar na Segunda Guerra Mundial porque o seu trabalho estava listado como uma ocupação de Reserva e em 1946 tornou-se um carpinteiro de manutenção no Departamento de Trabalho Público de Queensland onde era conhecido pelos seus colegas como educado, bem vestido, e com o seu uniforme vincado. Era chamado de The Scarlet Pimpernel baseado no verso da peça porque ele conseguia estar em todo o lado a qualquer altura devido às suas horas de trabalho flexíveis e auto supervisão.
IEm 1944 Brown casou com Hester Porter (nascida Andersen) depois do seu divórcio e tornou-se padrasto das suas três crianças. Segundo a irmã mais velha de Hester, Milly, Hester mais tarde disse-lhe que tinha medo de Brown e que o tinha apanhado a molestar uma criança e tentava evitar que ele ficasse sozinho com as crianças. Uma vez, Hester deu a uma parente mulher o seu estimado trabalho de renda que tinha herdado da sua mãe dizendo que não queria que "a sua próxima mulher ficasse com ele". Quando questionada sobre a quem se referia, Hester respondeu "Charlotte, claro". A 15 de Maio de 1978, Hester, na altura de cama com artrite, morreu depois de bater com a cabeça e a irmã maos nova de Hester Charlotte, que tinha cinco filhos, foi viver com Brown. O casal casou mais tarde nesse ano. Alguns membros da família de Hester acreditam que Brown a matou. Um parente lembra-se que Brown não estava de luto no dia em que Hester morreu mas "tremia de medo" e parecia preocupado. Brown disse aos membros da família que tinha pago uma autópsia que determinou que a morte tinha sido um acidente mas a investigação da polícia descobriu que não era verdade e acreditava que o médico da família tinha escrito uma certidão de óbito sem examinar o corpo, que Brown cremou.
Em 1982, outra irmã de Hester disse aos seus pais que Brown a tinha molestado enquanto criança e depois muitas outras da família Anderson disseram o mesmo. Depois de conselhos legais que concluíram que levar o tema a tribunal seria traumático para as vítimas, os incidentes tornaram-se um segredo da família. Não era totalmente segredo conforme o diário de Christine Millier datado de 23 de Janeiro de 1991 e reproduzido no seu julgamento em 1999 que se lê: "Os miúdos e eu fomos passear ao Strand. Arthur Brown passou de carro e os miúdos chamaram-lhe 'rock spider', gritando. Eventualmente disseram-me o que era um rock spider".

## Irmãs Mackay
Susan Mackay de 5 anos e Judith Mackay de 7 anos, desapareceram na manhã de uma quarta-feira, 26 de Agosto de 1970 de uma paragem de autocarro escola a 200 metros da sua casa nos subúrbios de Townsville de Aitkenvale menos de 10 minutos depois de terem saído de casa. Foi montada uma busca pelas raparigas desaparecidas depois de não terem regressado a casa depois da escola e continuaram até os corpos das raparigas serem encontrados na sexta-feira num caminho de Antill Creek, 25 quilómetros a sudeste de Townsville. Susan foi encontrada primeiro e um rasto de pegadas vindas do seu corpo mostrava a 70 metros o corpo de Judith. Especulou-se que Judith tinha fugido enquanto que Susan estava a ser morta e depois foi parada. Uma autópsia revelou que Susan tinha sido violada, estrangulada e esfaqueada 3 vezes no peito, possivelmente depois de morrer. Judith também foi violada e esfaqueada 3 vezes no peito mas a causa da morte foi asfixia com areia. Os seus uniformes escolares, chapéus e sapatos estavam ao lado de cada corpo, com cada sapato a conter uma meia dobrada enquanto os seus uniformes estavam dobrados dentro das suas mochilas. A comunidade ficou revoltada, com um polícia a dizer que não iria para casa enquanto não apanhasse o assassino. O oficial dormiu na esquadra de Townsville enquanto a sua mulher lhe trazia comida e roupa lavada. Ele morreu de ataque cardíaco duas semanas depois. A polícia inicialmente recusou colocar uma recompensa mas depois de entrevistar mais de 6,000 homens que viviam na área e não fazerem progressos na investigação, colocou uma recompensa de $10,000 (2011: $101,500) com uma oferta de perdão por qualquer cúmplice que falasse.
Uma testemunha viu as raparigas a falar com um homem num carro na paragem do autocarro às 08:10 da manhã. Pouco depois das 11 da manhã um carro parou na estação de serviço em Ayr, 85 quilómetros a sul de Townsville e o condutor comprou $3 (cerca de 25 litros) em gasolina. As duas raparigas estavam no carro e o assistente da estação de serviço, Jean Thwaite, lembra-se da rapariga mais nova dizer "Já chegámos?" seguida da rapariga mais velha a perguntar ao condutor "Quando é que nos levas à mamã? Tu prometeste levar-nos à mamã". Pouco depois, Neil Lunney, um soldado recentemente regressado do Vietname, falou com o condutor que o ignorou. Lunney disse que viu 2 raparigas em uniformes da escola de Aitkenvale no veículo e que o condutor parecia estar a evitar ser visto. As provas dadas pelo assistente da estação de serviço e Lunney foram ambas rejeitadas, porque as outras testemunhas tinham todas identificado o carro como "parecendo um Holden", e eles tinham identificado o carro como sendo um Vauxhall e nenhum foi questionado "em profundidade". Várias testemunhas disseram que as raparigas estavam a ser conduzidas num carro. Duas testemunhas mais tarde disseram ter visto um homem a andar para um carro da direcção da cena do crime por volta da uma da tarde desse dia.

### Identificação do veículo e do suspeito

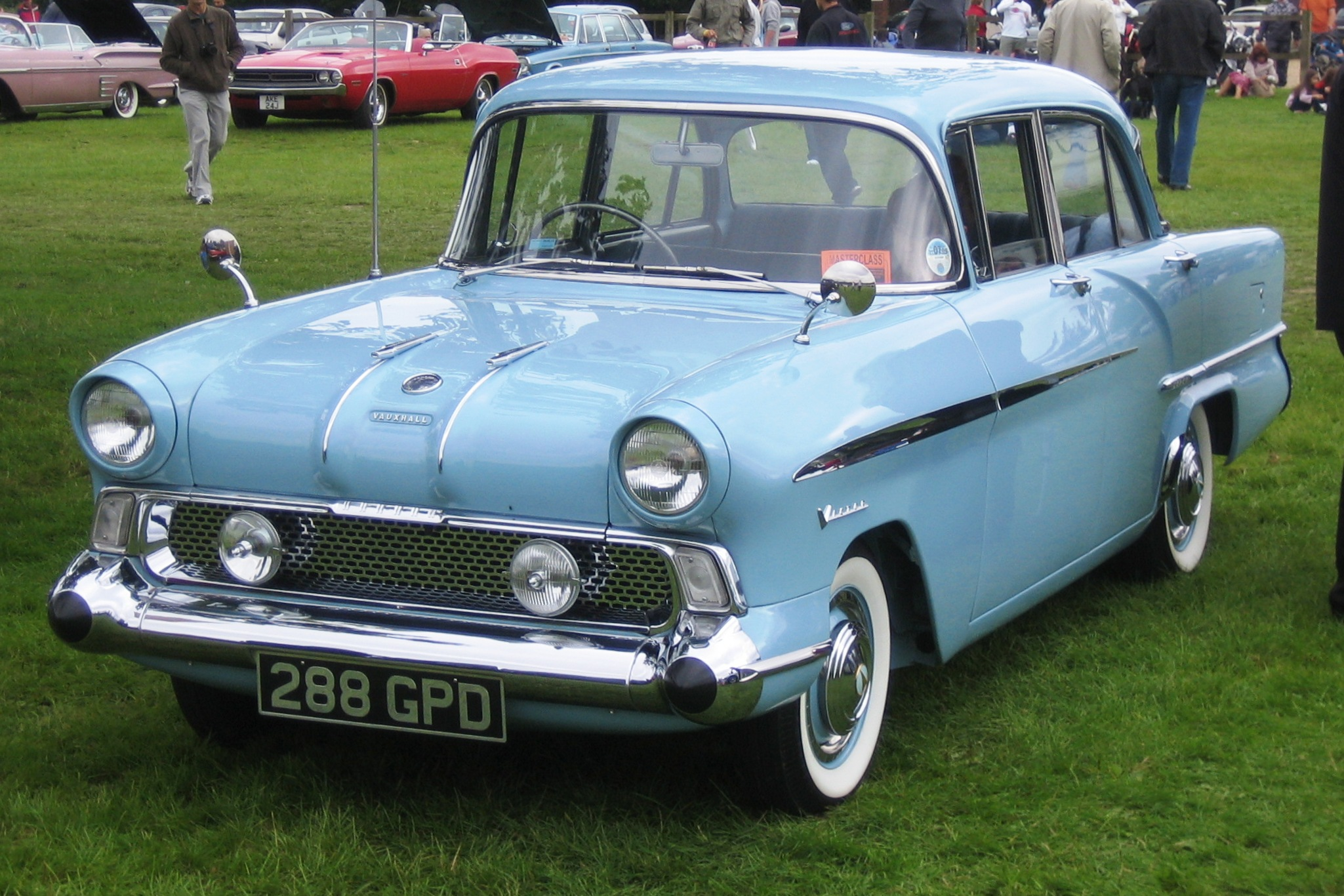
Duas testemunhas dizem ter visto o veículo como sendo um Vauxhall Victor azul, um carro não muito comum na altura.

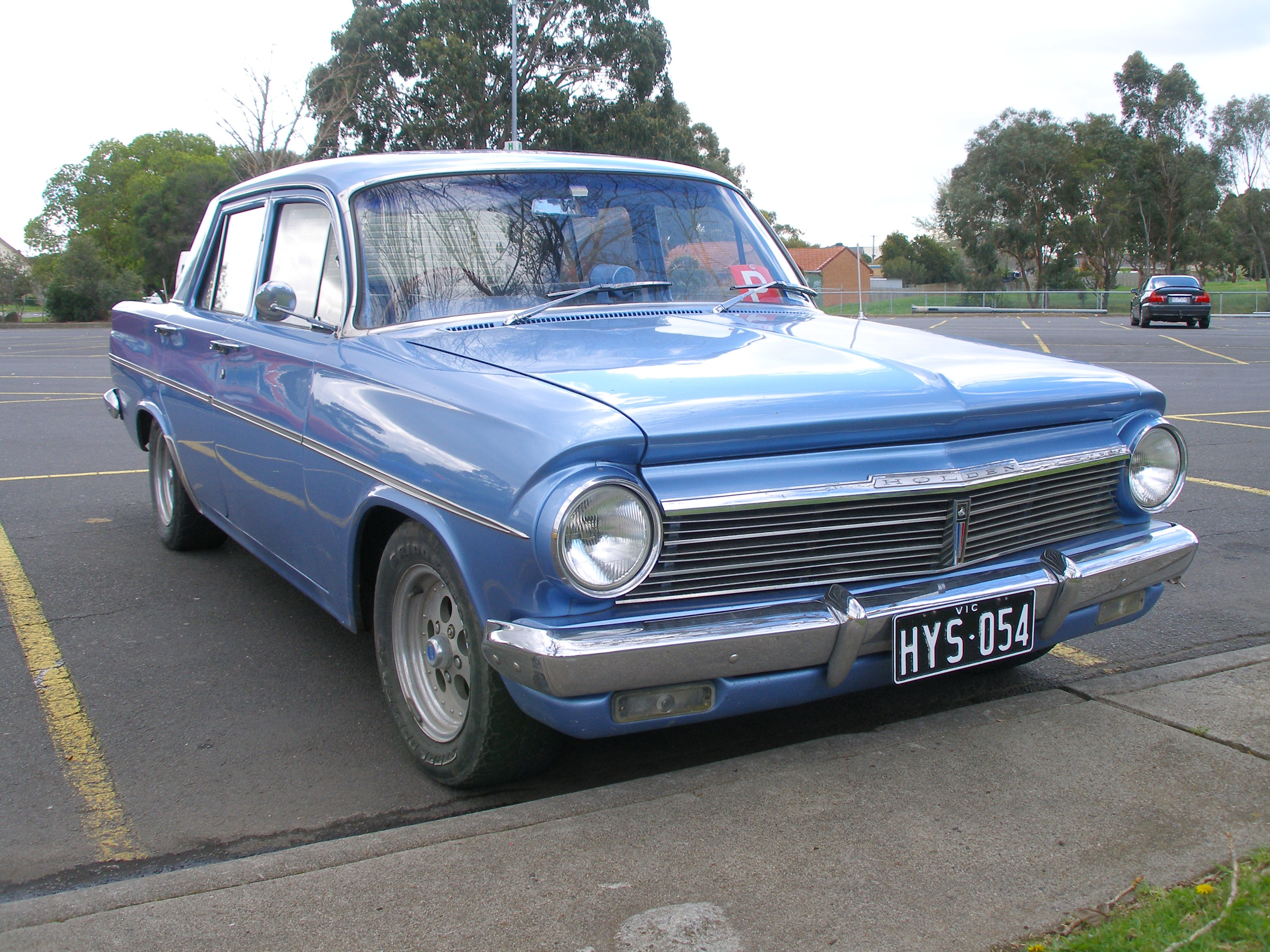
Várias testemunhas descreveram o veículo como azul na cor e a parecer um Holden EH.

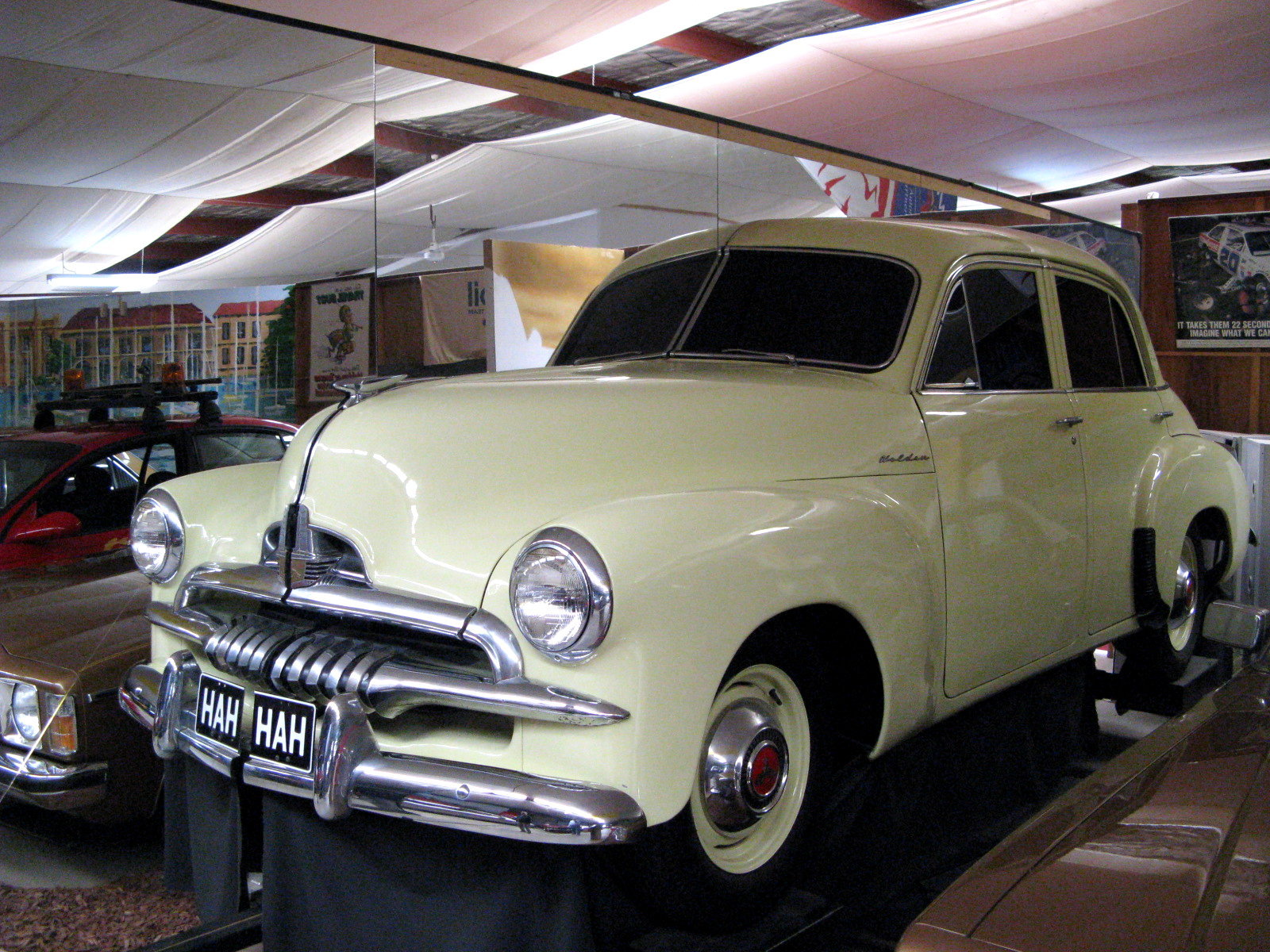
Os media disseram que o veículo era um Holden FJ.

Várias testemunhas disseram que o carro parecia um Holden EH, duas testemunhas disseram que era um Vauxhall Victor azul que era um carro pouco comum na altura enquanto que o carro parado perto do local do crime foi descrito como sendo um modelo mais antigo do Holden (possivelmente o Holden FJ). Apesar das várias descrições do veículo, as duas testemunhas que viram as crianças dentro do carro coincidiram com a descrição do condutor, maxilares saídos, crânio fino, cabelo escuro e curto e, como uma colocou, orelhas de Rato Mickey e ambas concordaram que o veículo tinha uma porta do condutor com uma cor diferente do resto do carro. Uma destas foi eventualmente uma testemunha chave no julgamento quando identificou Brown como sendo o condutor com as duas jovens passageiras que argumentou como tendo uma condução muito errática. Apesar de terem passado 28 anos, a aparência de Brown não mudou muito e ainda estava bastante reconhecível pela mesma pessoa quando comparado com fotografias tiradas dele nos anos 70. Isto foi um factor em identificá-lo com o desenho do suspeito dos raptos de Beaumont e do Estádio Adelaide.
Inexplicavelmente, as duas testemunhas que disseram que o veículo eram um Vauxhall, mais tarde mudaram de ideias e assinaram declarações que o veículo podia ser um Holden FJ. A polícia, acreditando que o carro estacionado perto do local do crime fosse do assassino, concentraram-se mais em encontrar o veículo do que o condutor, não foram libertados desenhos ou fotos do suspeito e, apesar das provas das testemunhas que atestavam o carro que o tampão da gasolina estava do lado esquerdo excluindo o veículo de ser um Holden, os media apenas mostraram fotos de Holdens FJ.
A polícia não conseguiu localizar o carro na altura e os homicídios ficaram por resolver. Arthur Brown, que coincidia com a descrição do suspeito e tinha um Vauxhall Victor com uma cor estranha na porta do condutor, nunca foi um suspeito na investigação original da polícia. As provas dadas pelas duas testemunhas que identificaram o carro como sendo um Vauxhall foi rejeitada como não confiável apenas porque a polícia acreditava que o carro era um Holden. Eles nunca foram questionados em profundidade o que a polícia mais tarde admitiu que atrasou as investigações porque foram as únicas testemunhas que falaram com o suspeito enquanto as raparigas estavam no carro.
A família Mackay mudou-se para Toowoomba alguns meses depois das mortes.

## Suspeito dos homicídios das Mackay
Em 1998, um primo da mulher de Brown que agora vivia em Perth, Western Australia, que tinha sido uma das vítimas de Brown e que tinha suspeitas sobre o seu envolvimento com as irmãs Mackay, decidiu telefonar aos Crimestoppers depois de eles lançarem o seu programa sobre o caso.
O Sargento David Hickey da equipa de homicídios de Queensland, que conduzia o caso por resolver dos homicídios das Mackay, devolveu a chamada 3 dias depois. Os meses seguintes de investigações dos Detectives David Hickey e Brendan Rook, incluindo entrevistar outros membros da família, resultaram em 45 casos contra Brown relacionados com pedofilia e provas circunstanciais que o ligavam aos homicídios das Mackay. As investigações continuaram e as provas acumularam-se. Brown, que tinha vindo a trabalhar como carpinteiro na escola das irmãs Mackay da altura, tinha ficado obcecado com o caso, dizendo falsamente que conhecia o pai da rapariga e duas semanas depois dos homicídios ele tinha-se oferecido para levar 2 dos primos da sua mulher para ver o local do crime. Ele tinha substituído a porta diferente do seu Vauxhall Victor enterrado, e mais tarde desenterrado e levado para a lixeira explicando à sua família que o fez porque não queria que ninguém lhe perguntasse ou o chateasse. Muitas das suas vítimas foram levadas a Antill Creek para serem molestadas e numa situação estava apenas a 20 metros do local onde os corpos das raparigas foram encontrados.
Brown tinha confessado duas vezes anteriormente os homicídios. Em Setembro de 1970, Brown estava a beber com John White de 19 anos na Taberna White Horse em Charters Towers. White, que não conhecia Brown, disse que Brown tinha perguntado se ele tinha vindo a seguir o homicídio das Mackay uns dias antes e disse depois que a polícia andava à procura do carro errado e que tinha sido ele a cometer os crimes. White relatou a conversa à polícia local que dispensou a queixa depois de falar com "Arty Brown". Em 1975, Brown confessou os homicídios ao seu aprendiz John Hill que disse que nunca falou porque parecia totalmente fora e pensou que Brown estava a gozar.
Brown foi preso por 45 acusações de abuso sexual e violação de 6 crianças , 3 de 10 anos e pelos homicídios de Susan e Judith MacKay.

## Julgamento e após julgamento
O julgamento de Arthur Stanley Brown pelas mortes de Judith e Susan Mackay, começou a 18 de Outubro de 1999.
Apesar das provas sobre a pedofilia de Brown terem sido entregues ao comité da audiência, foram consideradas prejudiciais em tribunal e por isso não poderiam ser apresentadas ao júri do Supremo Tribunal, o júri não conseguiu chegar a uma decisão sobre as fortes mas circunstanciais provas.
O julgamento foi definido para 25 de Julho de 2000, onde a defesa argumentou que Brown não estava apto para acordo e foi definido um novo julgamento para 31 de Julho mas antes de começar os jornais declararam "o caso não prosseguiu por razões relais que não podem ser publicadas". O tribunal apenas transmitiu as razões legais em Julho de 2001.
Em 2001 foi revelado que o advogado de Brown tinha invocado por um veredicto da secção 613 (não apto para ser julgado) do júri. O júri rejeitou esse pedido, mas entretanto a mulher de Brown, Charlotte, tinha encaminhado o pedido ao Tribunal de Saúde Mental de Queensland que determinou que Brown tinha demência progressiva e também sofria de Alzheimer, e por isso não estava apto para ser julgado. O Promotor Público fez um apelo e o tribunal concluiu que o Hospital de Saúde Mental de Queensland não tinha jurisdição para se sobrepor ao júri e comissionou um relatório psiquiátrico independente. Em Julho de 2001 o relatório concluiu que Brown não estava apto para ser julgado porque sofria de demência e Alzheimer. Apesar do relatório psiquiátrico não se puder sobrepor aos tribunais e de se saber que o julgamento ia prosseguir, a Directora das Acusações Públicas de Queensland, Leanne Clare, anunciou a 3 de Julho que o seu departamento tinha decidido não prosseguir com o julgamento e todas as acusações contra Brown iam ser retiradas.

## Morte
Charlotte Brown morreu em Abril de 2002. Banido pela sua família, Arthur Brown mudou-se para um lar em Malanda, norte de Queensland onde morreu 3 meses depois a 6 de Julho, oficialmente como inocente. Brown deixou instruções para que não existisse cerimónias no funeral e apenas uma enteada teve conhecimento dos detalhes do funeral. A sua morte não foi reportada até várias semanas depois do funeral. O enteado Robert disse "Não acredito que tal parvo insignificante teve um efeito tão profundo em tantas vidas."
Todos os envolvidos no caso de Mackay estão satisfeitos que Brown tenha cometidos os crimes e que a polícia tenha fechado o caso.

## As crianças Beaumont
Juntamente com Bevan Spencer von Einem, ele é considerado o melhor suspeito do desaparecimento das crianças Beaumont porque tinha uma semelhança com um retrato do suspeito de ambos os casos de Beaumont e Estádio Adelaide. Brown também é suspeito noutros casos de crianças mortas e desaparecidas.
Uma busca por uma ligação aos Beaumont não teve sucesso porque não existem registos de emprego que podem deitar uma luz na história tal como mostrar férias em que ele pode ter viajado. Alguns dos registos acredita-se que se perderam na enchente de Brisbane em 1974 e também é possível que Brown, que tem acesso sem restrições aos edifícios governamentais, possa ter apagado os seus ficheiros de emprego. Brown é considerado um suspeito do desaparecimento das crianças Beaumont, com base nas ligações que foram feitas entre ele e o Rapto do Estádio Adelaide. 
Apesar de não existirem provas de ele alguma vez ter visitado Adelaide, uma testemunha lembra-se de ter uma conversa com Brown no qual ele mencionou ter visto o Centro de Festivais de Adelaide perto de estar completo o que o coloca em Adelaide depois de Junho de 1973. O rapto no estádio ocorreu em 25 de Agosto de 1973. Outra testemunha que anteriormente tinha dito que viu um homem perto do estádio a levar uma jovem rapariga enquanto outra rapariga mais velha em stress óbvio os seguia, identificou Brown como o homem que tinha visto depois de ver a sua imagem na televisão em Dezembro de 1998 em relação à sua prisão sobre os homicídios das Mackay. Ela disse que o homem tinha um par de óculos de massa que caíram no chão, foram apanhados e colocados no bolso. Brown é conhecido por ter usado óculos de massa que a polícia considerou significativo na identificação. Esta identificação é baseada numa mulher que tinha 14 anos na altura em que o viu, apenas por um minuto, e que depois viu uma imagem de Brown, agora com 86 anos, 25 anos depois, embora Brown aos 86 comparado com a foto dele tirada nos anos 70 não mostre uma grande diferença na sua aparência.

### Potenciais ligações a outros casos
- Marylin Joy Wallman, de 14 anos, desapareceu enquanto ia a caminho da escola em Eimeo Queensland, a 21 de Março de 1972. As testemunhas viram um Vauxhall azul na área por volta da altura do desaparecimento. Brown e a sua mulher Hester tinham ido visitar parentes em Mackay (13 quilómetros de Eimeo) mas o seu carro (um Vauxhall azul) tinha avariado e o casal regressou a casa de comboio. Brown regressou a Mackay sozinho para buscar o carro e a polícia especula que se o casal tivesse apanhado um comboio mais cedo, Brown poderia passar em Eimeo na altura do desaparecimento de Wallman[1][12]. Em 1974, foram descoberto fragmentos de um crânio a 40 quilómetros de onde Wallman desapareceu e foi identificado positivamente como sendo de Wallman através de análise de ADN em Janeiro de 2015.
- Catherine Pamela Graham, de 18 anos, foi assassinada em Oak Valley, 18 quilómetros a sul de Townsville a 28 de Julho de 1975. Graham estava a vender livros porta-a-porta perto da casa de Brown. O seu corpo foi encontrado apenas a 500 metros de onde os corpos das irmãs Mackay foram encontrados em 1970. A polícia tinha provas de que estavam envolvidos dois homens no homicídio mas admitiram que a forma como se livraram do corpo de Graham eram muito semelhante ao das irmãs Mackay e que existiam outras semelhanças que não foram mostradas publicamente.